# Oswald Krad
Oswald Krad (Naturno, ca. 1620 – Bolzano, 16 marzo 1681) è stato uno scultore austriaco.

## Biografia
La data di nascita di Krad non è nota: il registro dei battesimi di Naturno parte dal 1633. Si suppone sia nato attorno al 1620 poiché il primo incarico di cui vi sia traccia scritta risale al 1651 (realizzò il tabernacolo dell'altare maggiore della chiesa di Malles Venosta, edificio andato distrutto assieme all'opera durante l'invasione francese del 1799).
Negli anni successivi realizzò molti altari in diverse località della Val Venosta: a Burgusio, Oris, Cirlano di Naturno sono ancora oggi visibili, mentre a Tarces si presume ne avesse realizzato uno poi andato perduto, poiché alcune statue opera di Krad sono state integrate in un nuovo altare da Gregor Schwenzengast, che dello stesso Krad era stato allievo.
Intorno al 1660 Krad lasciò Naturno per trasferirsi a Bolzano. Nessuna delle opere realizzate in città è sopravvissuta fino ai giorni nostri (le ultime andarono distrutte durante la seconda guerra mondiale), ad eccezione dell'altare della Chiesa di Santa Maddalena a Rencio. Altre opere si sono tuttavia conservate in località limitrofe: tra queste, l'altare maggiore nella chiesa dedicata a san Giacomo nell'omonima frazione di Laives, due altari laterali della Chiesa di Sant'Andrea Apostolo di Salorno e tre statue nella chiesa dedicata a San Martino di Cornaiano.